# La Fête espagnole (roman)
Pour les articles homonymes, voir La Fête espagnole.
La Fête espagnole est un roman d'Henri-François Rey publié en 1959 aux éditions Robert Laffont et ayant reçu le prix des Deux Magots la même année. Le roman est adapté dans le film homonyme de Jean-Jacques Vierne sorti en 1961.

## Éditions
- La Fête espagnole, éditions Robert Laffont, 1959.